# 헝가리 대공국
헝가리 대공국 또는 헝가리 공국 (헝가리어: Magyar Nagyfejedelemség: "헝가리 대공국", 언어 오류(grc-x-byzant): Τουρκία)는 카르파티아 분지에 위치했던 최초의 기록된 헝가리 국가로, 9세기 마자르인의 카르파티아 분지 침공 이후 895년 또는 896년에 건국되었다.
반유목민족인 마자르인은 아르파드 왕조의 시조인 아르파드가 이끌던 부족 연맹으로 형성되어, 카르파티아 산맥 동쪽에 있던 이전 공국인 에텔쾨즈에서 왔다.
이 시기 동안, 헝가리 대공의 권력은 유럽 전역에 걸친 헝가리 군사 원정의 성공 여부와 관계없이 감소하는 것으로 보였다. 헝가리 군벌(족장)이 통치하는 부족 영토는 반독립적인 정치체(예: 트란실바니아의 줄러 젊은이 영지)가 되었다. 이 영토들은 성 이슈트반의 통치 하에서만 다시 통일되었다. 반유목민족인 헝가리인들은 정착 생활을 채택했다. 족장 사회는 국가 사회로 변모했다. 10세기 후반부터 기독교가 확산되기 시작했다. 공국은 1000년 크리스마스(대안 날짜는 1001년 1월 1일)에 에스테르곰에서 성 이슈트반 1세의 대관식과 함께 기독교 헝가리 왕국으로 계승되었다.
896년부터 1000년까지의 기간은 헝가리 역사학에서 "공국 시대"라고 불린다.

## 어원
틀:헝가리의 역사
헝가리 부족 연맹의 민족명은 불확실하다. 13세기 연대기인 헝가리인의 사적의 묘사에 따르면, 연맹은 "헤투모게르 / 칠 마자르"("VII principales persone qui Hetumoger dicuntur", "칠 마자르라고 불리는 칠 왕자")로 불렸지만, "마자르"라는 단어는 가장 유명한 헝가리 부족인 메게르의 이름에서 유래했을 가능성이 있다. 부족 이름 "메게르"는 전체 헝가리 민족을 지칭하는 "마자르"가 되었다. 문헌 자료들은 마자르인들이 아직 동유럽의 대초원에 살던 시기(카르파티아 분지 침공 이전)에 그들을 "헝가리인"으로 불렀다(837년에 게오르기오스 모나코스가 "웅그리"로 언급했고, 862년에는 베르티니아 연대기가 "웅그리"로, 881년에는 이우바벤세스 연대기가 "웅가리"로 언급했다).
당대 비잔틴 자료에서는 그리스어로 쓰였으며, 이 나라는 동 (하자르) 투르키아와 대조적으로 "서부 투르키아"로 알려져 있었다. 유대인 하스다이 이븐 샤프루트는 약 960년경에 하자르의 요셉에게 보낸 편지에서 이 정치체를 "훈그린의 땅"(헝가리인의 땅)이라고 불렀다.

## 역사

### 배경

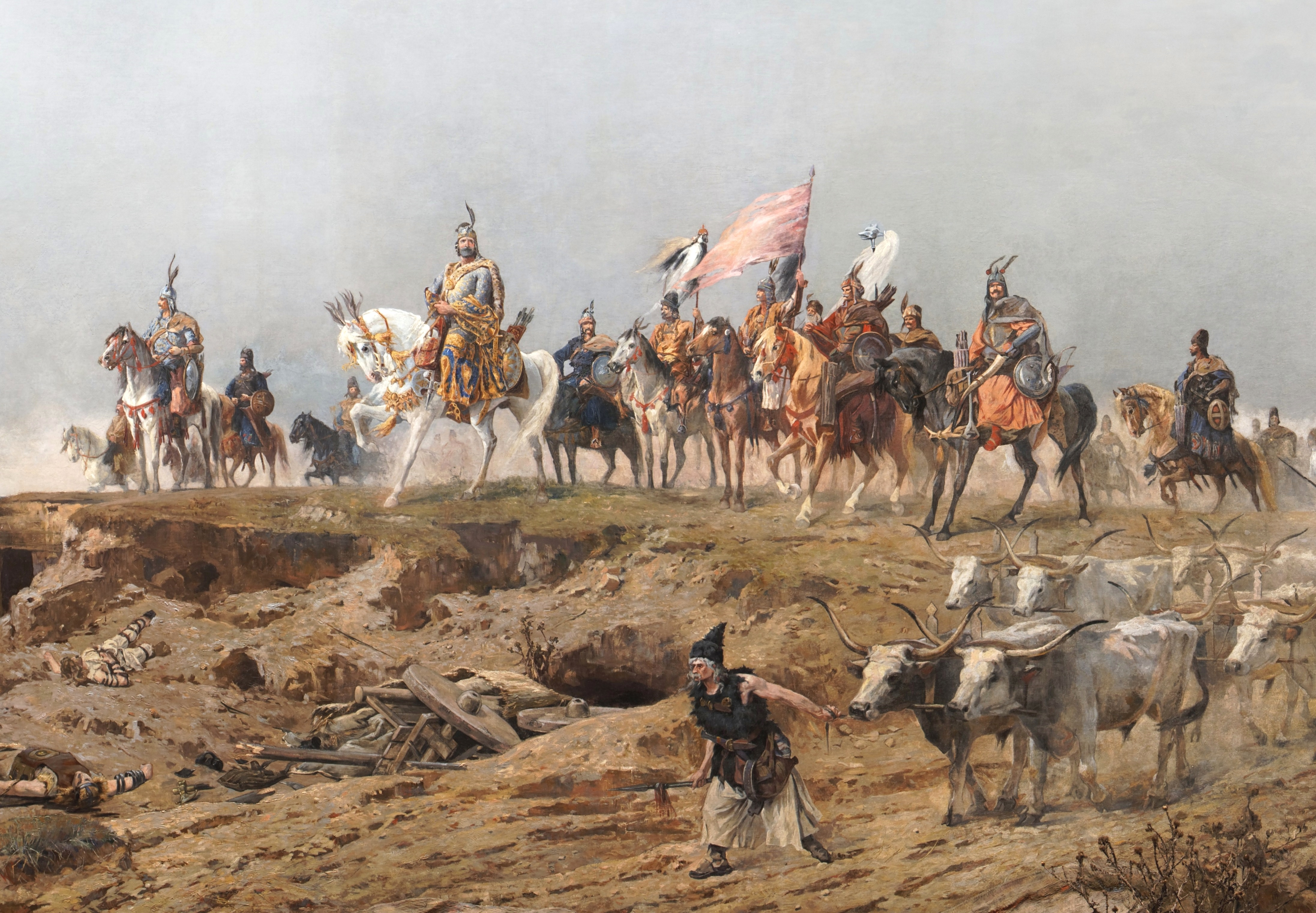
아르파드 페스티와 그의 조수들이 마자르인의 헝가리 침공 1000주년을 기념하기 위해 그린 거대한 (1800m^{2}) 디오라마인 마자르인의 도착의 한 부분으로, 현재 헝가리 오푸스타제르 국립 문화유산 공원에 전시되어 있다.

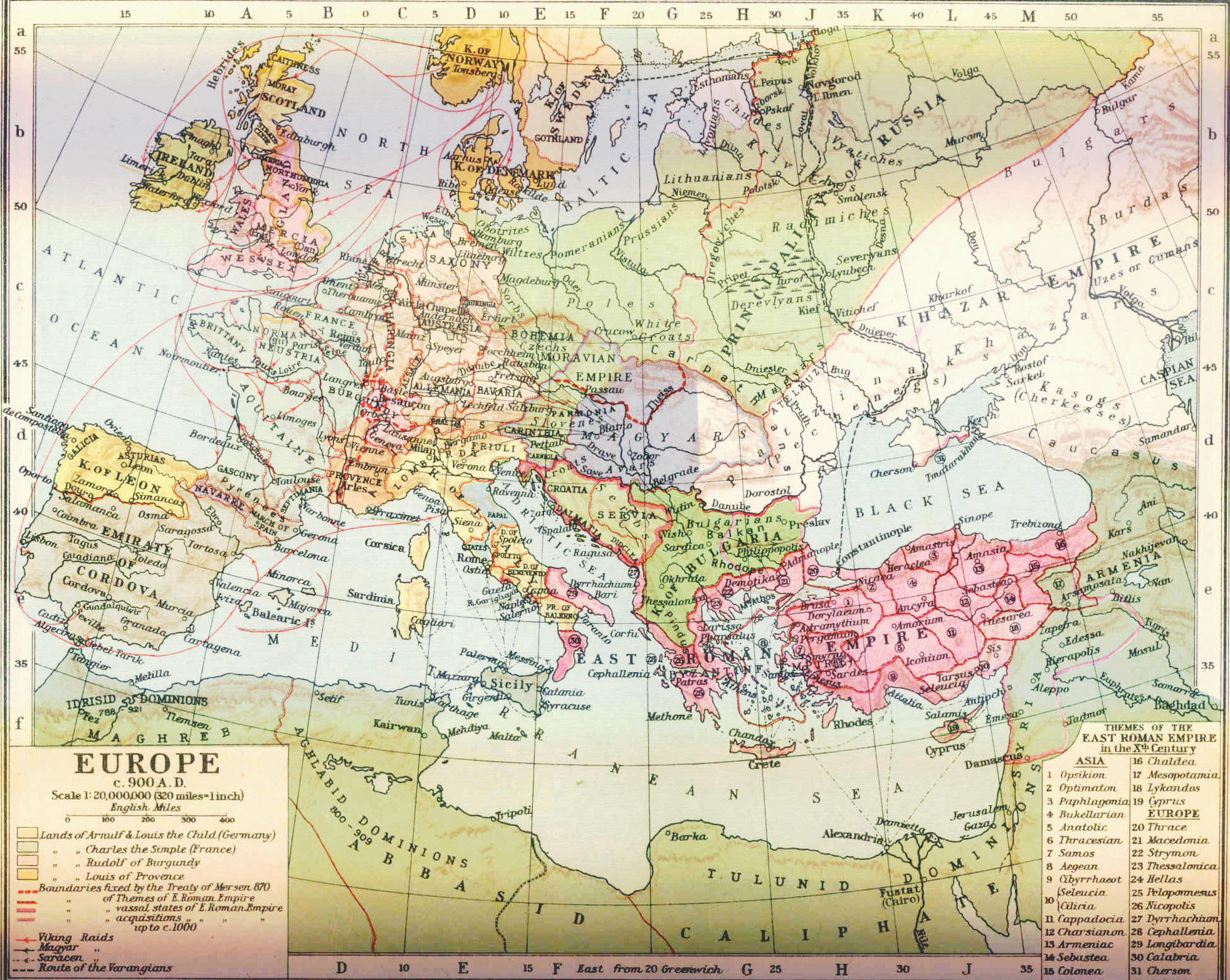
900년경 유럽

헝가리인(마자르인)이 도착하기 직전인 895년경, 동프랑크 왕국, 불가리아 제1제국 및 대모라바 왕국이 카르파티아 분지를 통치하고 있었다. 헝가리인들은 주변 정치체들에 의해 용병으로 자주 고용되었고 이 지역에서 수십 년간 자신들의 전역을 이끌었기 때문에 이 지역에 대한 많은 지식을 가지고 있었다. 이 지역은 샤를마뉴가 803년에 아바르족 국가를 파괴한 이래로 인구가 희박했으며, 마자르인들은 9세기 동안 평화롭고 거의 저항 없이 이곳으로 이동할 수 있었다. 이들이 이 지역에 살았다는 최초의 언급은 862년으로 거슬러 올라간다. 마자르인의 카르파티아 정복은 894년부터 시작되었는데, 프랑크 왕 아르눌푸스와 비잔틴 황제 레온 6세의 도움 요청에 따라 불가리아인과 모라바인과의 무력 충돌이 발생했다. 점령 기간 동안 헝가리인들은 인구가 희박하고 평원 내에 잘 정립된 국가나 효과적인 제국의 통제를 발견하지 못했다. 그들은 불가리아 제1차르국을 격파하고, 모라비아 공국을 해체하며, 900년까지 그곳에 자신들의 국가를 확고히 세우면서 빠르게 분지를 장악할 수 있었다. 침략은 획득한 땅을 약탈하기 위한 것이 아니었는데, 공격은 줄러 아르파드와 켄데 쿠르산이라는 두 최고 지도자가 이끌었으며, 그들 뒤에 대규모 매장지가 남지 않은 것으로 보아 아바르족과 유사한 체제로의 전환이 현지인들에게 평화로웠음을 알 수 있다. 고고학적 발견에 따르면 그들은 이 시기까지 사바강과 니트라강 근처에 정착했다.

### 군사적 업적
새롭게 발견된 군사력을 가진 전사 국가로서 공국은 콘스탄티노폴리스에서 중부 스페인에 이르는 광범위한 지역에 걸쳐 활발한 습격을 감행했다. 주요 프랑크 제국군은 907년과 910년 사이에 헝가리인들에게 결정적으로 패배했다.
헝가리인들은 바이에른-헝가리 국경을 엔스강까지 확장하는 데 성공했으며, 프레스부르크 전투 이후 100년 동안 이 방향에서 공국은 공격을 받지 않았다. 헝가리와의 전쟁은 간헐적으로 970년까지 계속되었지만, 레히펠트 전투와 아르카디오폴리스 전투에서의 패배는 헝가리 공국이 발전하는 데에 있어 전환점을 마련했다.

### 전환
계층화된 족장 사회에서 국가 사회로의 변화는 이 시기 동안 가장 중요한 발전 중 하나였다. 처음에는 마자르인들이 계절이동식 목축을 행하며 반유목 생활을 유지했다. 그들은 가축을 위한 물을 찾아 겨울과 여름 목초지 사이의 강을 따라 이동했다. 죄르피의 지명 유래 이론에 따르면, 아르파드의 겨울 숙영지는 900년 판노니아 점령 이후 분명히 현재 페치의 한 구역인 '아르파드바로시'(아르파드의 도시)였고, 그의 여름 숙영지는 아노니무스에 의해 확인되었듯이 체펠섬이었다. 나중에는 이 이론에 따라 그의 새로운 여름 숙영지가 찰로쾨즈였지만, 초기 국가 중심지의 정확한 위치는 논쟁의 여지가 있다. 죄르지 크리슈토에 따르면 중심지는 다뉴브강과 티서강 사이에 위치했지만, 고고학적 발견은 티서강 상류 지역에 위치했음을 시사한다.
콘스탄티노스 7세의 De Administrando Imperio, 기원후 950년경에 쓰여진 이 책은 헝가리 또는 투르키아 전역을 정확하게 정의하려고 시도한다. 콘스탄티노스는 헝가리의 이전 주민들(예: 모라바인)을 묘사하고, 초기 헝가리 정착지와 이웃들을 설명하며, 헝가리의 강들(테메시, 머로시, 쾨뢰시, 티서, 투티시)을 위치시켰다. 콘스탄티노스는 헝가리의 동부 지역에 대해 훨씬 더 많은 지식을 가지고 있었기 때문에, 한 이론에 따르면 투르키아는 전체 연맹의 땅을 의미하지 않고 부족 정착지를 의미하며, 헝가리에 대한 묘사의 출처는 950년경 다섯 강 주변에 거주했던 줄러였을 수 있다. 또 다른 가설에 따르면, 주로 콘스탄티노스의 묘사를 바탕으로, 헝가리인들은 950년 이후에야 비로소 서부 헝가리(트란스다누비아)에 정착하기 시작했는데, 이는 동부 지역이 유목 생활에 더 적합했기 때문이다.

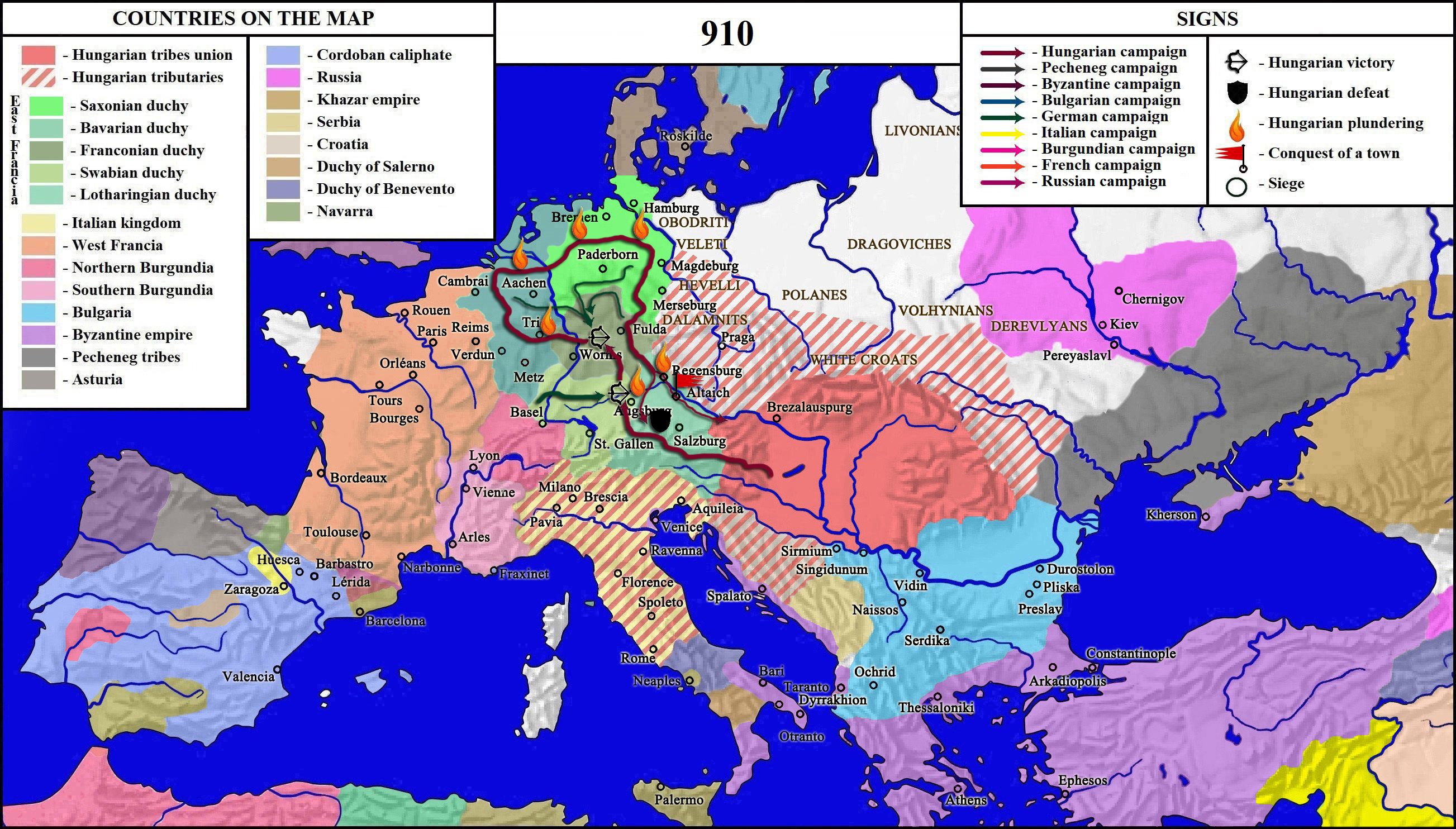
910년 동프랑크 공국에 대한 헝가리 원정

변화된 경제 상황, 유목 사회를 지탱하기에 불충분한 목초지, 그리고 더 이상 이동할 수 없게 되면서, 반유목민족인 헝가리인들의 생활 방식은 변화하기 시작했고 마자르인들은 정착 생활을 채택하고 농업으로 전환했다. 비록 이러한 변화의 시작은 8세기까지 거슬러 올라갈 수 있다. 사회는 더욱 동질적으로 변했다. 현지 슬라브족 및 기타 인구는 헝가리인들과 융합되었다. 헝가리 부족 지도자들과 그들의 씨족은 국내에 요새화된 중심지를 설립했고, 나중에 그들의 성은 현의 중심지가 되었다. 헝가리 마을의 전체 시스템은 10세기에 발전했다.
헝가리 대공인 퍼이스와 턱쇼니는 권력 구조를 개혁하기 시작했다. 그들은 처음으로 기독교 선교사들을 초대하고 요새를 건설했다. 턱쇼니는 헝가리 공국의 옛 중심지(아마도 티서 강 상류에 위치)를 폐지하고 세케슈페헤르바르와 에스테르곰에 새로운 중심지를 모색했다. 턱쇼니는 또한 옛 군사 복무 제도를 재도입하고, 군대의 무기를 변경했으며, 헝가리 인구의 대규모 조직적인 재정착을 시행했다.
헝가리 국가의 통합은 게저의 통치 기간 동안 시작되었다. 아르카디오폴리스 전투 이후, 동로마 제국은 헝가리인들의 주적이었다. 당시 종속된 불가리아 제1제국이 마자르인들과 동맹을 맺고 있었기 때문에 비잔틴 제국의 확장은 헝가리인들을 위협했다. 972년에 비잔틴 제국과 신성 로마 제국이 동맹을 맺으면서 공국의 상황은 더욱 어려워졌다. 973년, 게저가 임명했을 것으로 추정되는 열두 명의 뛰어난 마자르 사절이 오토 1세 신성 로마 황제가 개최한 의회에 참석했다. 게저는 바이에른 궁정과 긴밀한 관계를 맺고, 선교사들을 초대하고, 아들을 하인리히 2세 공작의 딸인 기셀라와 결혼시켰다. 아르파드 왕조의 게저, 헝가리 대공은 통합된 영토의 일부만을 통치했으며, 모든 일곱 마자르 부족의 명목상 최고 군주로서 헝가리를 서유럽 기독교에 통합시키고 서방 정치 및 사회 모델에 따라 국가를 재건하려고 했다. 게저의 장남인 성 이슈트반(이슈트반, 이슈트반 1세)은 왕위를 주장한 그의 삼촌 코판을 물리친 후 헝가리의 초대 국왕이 되었다. 헝가리의 통일, 기독교 국가의 건립, 그리고 유럽 봉건 군주국으로의 전환은 이슈트반에 의해 이루어졌다.

### 기독교화

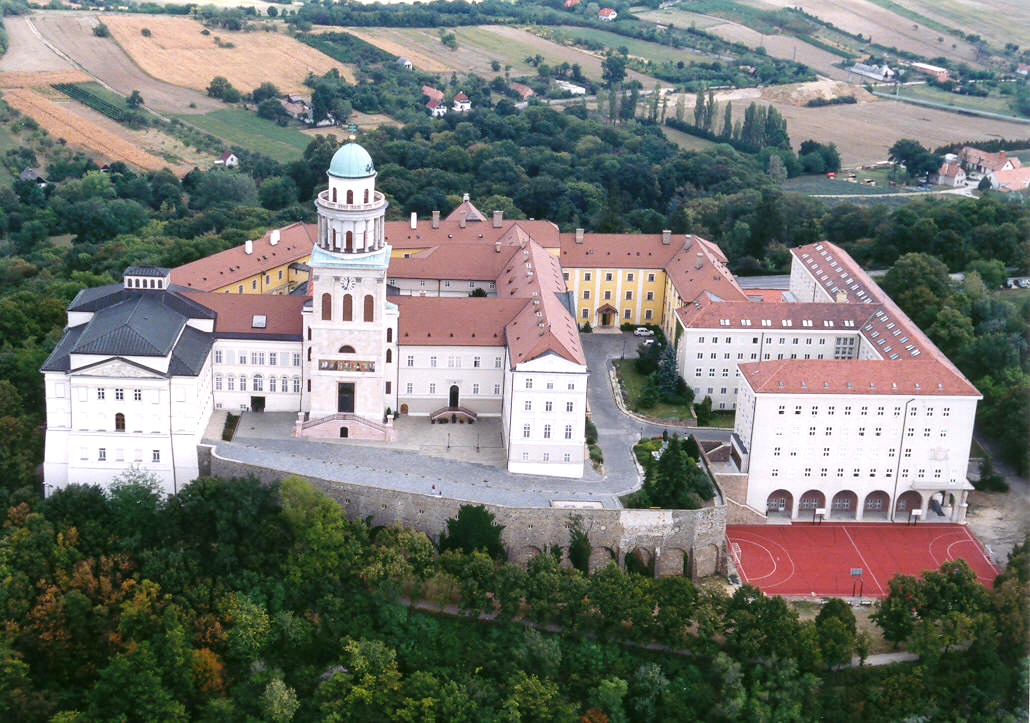
996년 게저 공작이 설립한 판논할마에 있는 최초의 헝가리 베네딕토회 수도원

새로운 헝가리 국가는 기독교권의 경계에 위치했다. 10세기 후반부터 헝가리에서는 독일 가톨릭 선교사들이 동프랑크 왕국에서 도착하면서 기독교가 번성했다. 945년에서 963년 사이에 공국의 주요 직책자들(줄러와 허르커)은 기독교로 개종하기로 합의했다.
973년 게저 1세와 그의 모든 가족은 세례를 받았고, 신성 로마 황제 오토 1세와 정식 평화가 체결되었다. 그러나 그는 세례를 받은 후에도 본질적으로 이교도로 남아 있었다. 게저는 아버지 턱쇼니에게 이교도 왕자로 교육받았다. 최초의 헝가리 베네딕토회 수도원은 996년 게저 공작에 의해 설립되었다. 게저의 통치 기간 동안 나라는 유목 생활 방식을 최종적으로 포기하고 레히펠트 전투 후 몇십 년 내에 기독교 왕국이 되었다.

## 국가 조직

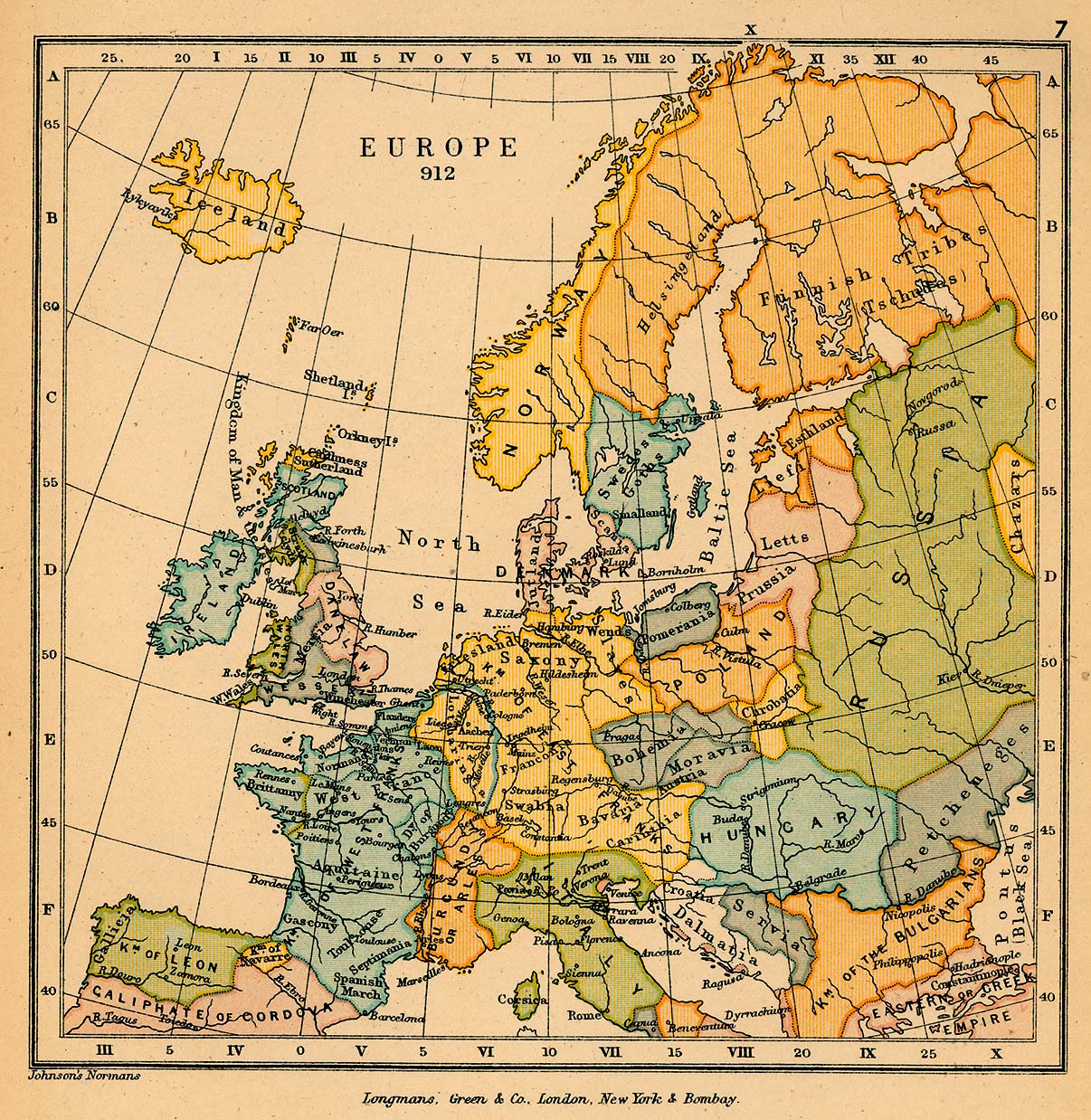
912년 유럽

907년 (또는 904년)까지 헝가리 국가는 공동 통치 (아마도 하자르에서 채택) 하에 있었다. 왕권은 성스러운 왕 (일부 자료는 "군주" 또는 "칸"이라는 칭호를 보고함), 즉 켄데와 군사 지도자, 즉 줄러로 나뉘었다. 두 역할 중 어떤 것이 아르파드에게 할당되었고 어떤 것이 쿠르산에게 할당되었는지는 알려져 있지 않다. 아마도 켄데 쿠르산의 사망 이후 이러한 분할은 중단되었고 아르파드는 공국의 단독 통치자가 되었다. 비잔틴의 콘스탄티노스 7세는 아르파드를 "호 메가스 투르키아스 아르콘"(투르키아의 대공)이라고 불렀으며, 국가를 통치한 10세기 모든 공작들은 이 칭호를 사용했다. 장자 상속에 따라 지배 씨족의 가장 나이 많은 구성원이 공국을 계승했다. 헝가리 대공들은 아마도 우월한 권력을 가지지 못했을 것인데, 서쪽과 남쪽으로의 군사 원정 동안 초기에 강력했던 공작의 권력이 감소했기 때문이다. 더욱이, 기록들은 10세기 전반에 걸쳐 대공들을 언급하지 않는데, 한 경우를 제외하고는 947년에 턱쇼니를 '헝가리 공작'(Taxis-dux, dux Tocsun)으로 언급한다. 군사 지도자(불추, 렐)의 역할이 더욱 중요해졌다. 아르파드 왕조의 공작들은 대다수 헝가리 부족들처럼 튀르크어 이름을 가졌다.

### 직함
- 켄데 (아랍어 자료에서) 또는 메가스 아르콘 (비잔틴 자료에서), 렉스 (라틴어 자료에서), 헝가리 대공 (기원후 907년 이후)
- 길라 또는 지라 (줄러) 또는 마그누스 프린켑스 (서방 자료에서), 군사 지도자[54] (2등급),[54] 헝가리 대공[54]
- 호르카, 하르카스, 재판관[57] (3등급)[54]

## 인구
10세기 헝가리 인구 규모에 대한 다양한 추정치가 있으며, 900년경에는 25만 명에서 150만 명에 이른다. 10세기 헝가리 귀족들이 성에 살았다는 고고학적 증거는 없다. 고고학적으로는 9세기 후반에 해당하는 요새화된 건물(모사푸르크성) 한 채만 발견되었다. 성 건축에 대한 확실한 증거는 11세기 건물 발굴에서만 얻을 수 있다. 그러나 보르쇼드 발굴 결과에 따르면 고위 성직자와 귀족들은 10세기 초부터 돌집에 살았을 가능성이 있다. 무슬림 지리학자들은 헝가리인들이 천막에서 살았다고 언급했다. 천막 외에도 일반 사람들은 움집에 살았지만, 다실 및 목재-돌 혼합 주택 유형의 출현에 대한 고고학적 증거도 있다.

## 추가 이론
일부 역사가들은 아르파드 공작의 사람들이 튀르크어를 사용했으며 마자르인들이 680년대부터 분지에 있었다고 믿는다. 그들의 주요 주장은 새로 온 사람들의 묘지가 너무 작아서 마자르어가 분지에서 지배적인 언어가 될 만큼 인구가 충분하지 않았다는 것이다. 그러나 아르파드가 메게르 부족을 이끌었으며, 만약 메게르 부족이 불가리아 튀르크어를 사용했다면 혼란스러울 것이다. 물론, 원칙적으로 공생 관계에서는 어떤 일도 일어날 수 있다.

## 같이 보기
- 헝가리의 군주 목록
- 마자르 부족
- 마자르 7군장
- 헝가리 신화
- 후노르와 마고르
- 투룰
- 로바쉬 문자

### Secondary sources
- Balassa, Iván, 편집. (1997). 《Magyar Néprajz IV.》 [Hungarian ethnography IV.]. Budapest: Akadémiai Kiadó. ISBN 963-05-7325-3.
- Berend, Nora; Urbańczyk, Przemysław; Wiszewski, Przemysław (2013). 《Central Europe in the High Middle Ages: Bohemia, Hungary and Poland, c. 900-c. 1300》. Cambridge University Press. ISBN 978-0-521-78156-5.
- Wolf, Mária; Takács, Miklós (2011). 〈Sáncok, földvárak" ("Ramparts, earthworks") by Wolf; "A középkori falusias települések feltárása" ("Excavation of the medieval rural settlements") by Takács〉.   Müller, Róbert. 《Régészeti Kézikönyv》 [Handbook of archaeology]. Magyar Régész Szövetség. 209–248쪽. ISBN 978-963-08-0860-6.
- Wolf, Mária (2008). 《A borsodi földvár》 (PDF). Művelődési Központ, Könyvtár és Múzeum, Edelény. ISBN 978-963-87047-3-3.

## 추가 자료
- 《Kings and Saints – The Age of the Árpáds》 (PDF). Budapest, Székesfehérvár: Institute of Hungarian Research. 2022. ISBN 978-615-6117-65-6.
- Kozma, Gábor (Editor);  외. (December 2011). “New Results of Cross-Border Co-operation” (PDF). The Department of Social Geography and Regional Development Planning of the University of Debrecen; et al. 2012년 6월 2일에 확인함. ISBN 9789638916730

틀:Coord missing
틀:헝가리 주제